# Richard Brinsley Hinds
Pour les articles homonymes, voir Hinds.
Richard Brinsley Hinds (né en 1811 en Angleterre, mort en 1846 en Australie) est un médecin de marine, botaniste et malacologiste britannique.

## Publications
- (en) Hinds, R.B. 1844. Zoology of the Voyage of H.M.S. Sulphur. Vol. 2, Mollusca: 1–72.